# Rotaliporinae
Rotaliporinae es una subfamilia de foraminíferos planctónicos de la Familia Rotaliporidae, de la Superfamilia Rotaliporoidea, del Suborden Globigerinina y del Orden Globigerinida. Su rango cronoestratigráfico abarca desde el Albiense (Cretácico inferior) hasta el Turoniense (Cretácico superior).

## Discusión
Clasificaciones posteriores han incluido Rotaliporinae en la Superfamilia Globigerinoidea.

## Clasificación
Rotaliporinae incluye a los siguientes géneros:
- Anaticinella †
- Rotalipora †

Otros géneros considerados en Rotaliporinae son:
- Parathalmanninella †, aceptado como Thalmanninella, y este a su vez de Rotalipora
- Pseudorotalipora †, aceptado como Rotalipora
- Pseudothalmanninella †, considerado sinónimo posterior de Rotalipora
- Pseudoticinella †, considerado sinónimo posterior de Thalmanninella o como Anaticinella
- Thalmanninella †, aceptado como Rotalipora